# 14315 Ogawamachi
14315 Ogawamachi eller 1977 EL5 är en asteroid i huvudbältet som upptäcktes den 12 mars 1977 av de båda japanska astronomerna Hiroki Kōsai och Kiichirō Furukawa vid Kiso-observatoriet i Japan. Den är uppkallad efter den japanska byn Ogawamachi.
Asteroiden har en diameter på ungefär 15 kilometer.